# Die Büchse der Pandora (Buch)
Die Büchse der Pandora (Originaltitel Partners in Crime) ist eine Sammlung von Kriminalgeschichten von Agatha Christie, die 1929 zuerst in den USA von Dodd, Mead and Company und am 16. September desselben Jahres im Vereinigten Königreich von William Collins & Sons veröffentlicht wurde. Für die deutsche Erstausgabe 1965 unter dem Titel Die Büchse der Pandora im Scherz Verlag wurden zwölf Kriminalgeschichten von Lotte Schwarz übersetzt. 2011 wurden dann die fehlenden vier Geschichten von Heike Steffen ins Deutsche übersetzt und von dem französischen Verlag Hachette Collections herausgegeben als 72. Band in: Die offizielle Sammlung Agatha Christie.
Alle Geschichten sind zuerst in verschiedenen Zeitschriften veröffentlicht worden (siehe Erste Veröffentlichungen der Geschichten).
Es ermitteln Tommy und Tuppence Beresford, zwei Detektive, die ihren ersten Auftritt in dem Roman Ein gefährlicher Gegner aus dem Jahr 1922 hatten. Tuppence heißt in Wirklichkeit Prudence und die kindersprachliche Aussprache erinnert an engl. twopence.

## Einführung
Ein alter Freund der Beresfords, Mr. Carter (der für einen nicht genannten Geheimdienst arbeitet), macht dem abenteuerlustigen Paar ein Angebot. Sie können The International Detective Agency Blunt, deren Eigentümer derzeit in anderer Mission unterwegs ist, übernehmen. Sie können so tun, als ob sie selbst die Eigentümer wären, bis sie eine geheime Nachricht erhalten – eine Möglichkeit, die dem jungen Paar sehr gefällt. Sie beschäftigen den schon aus Ein gefährlicher Gegner bekannten Albert als Assistenten. Der handelt zwar gut meinend, aber manchmal auch unglücklich.
Begierig und willig beginnen die beiden in verschiedenen Fällen zu ermitteln. In jedem dieser Fälle imitieren sie einen berühmten Detektiv der damaligen Zeit, einschließlich Sherlock Holmes und Christies eigenem Hercule Poirot.
Am Ende des Buches erzählt Tuppence, dass sie schwanger sei und in Zukunft keine Rolle im Spionagegeschäft mehr spielen wolle.

## Handlung

### Der Besuch der Fee / Eine Tasse Tee
(Originaltitel A Fairy in the Flat / A Pot of Tea )
Prudence („Tuppence“) Beresford, die nun seit sechs Jahren mit Tommy verheiratet ist, langweilt sich in ihrem Hausfrauenleben, aber nicht mit ihrem Ehemann. Sie diskutiert leichtfertig, was für spannende Abenteuer mit deutschen Spionen oder auf Reisen in die Sowjetunion sie erleben könnte. Ihre Rede wird durch die Ankunft von Mr. Carter (siehe Ein gefährlicher Gegner) unterbrochen, der ihnen anbietet, die internationale Detektivagentur zu übernehmen, deren Inhaber, Theodore Blunt, wegen einiger Indiskretionen nun im Gefängnis sitzt. Der Geheimdienst hat die Detektei gekauft und will sie als Postadresse benutzen. Inzwischen könnten Tommy und Tuppence aber ganz normal als Detektive arbeiten. Nur wenn blaue Briefe an Mr. Blunt mit russischen Marken eintreffen, die auch noch eine 16 unter der Marke haben, oder wenn jemand ins Büro kommt und die Sechzehn nennt, sollen sie Mr. Carter sofort benachrichtigen.
Nach einigen Tagen haben sich die beiden im Büro eingerichtet – Tommy als Mr. Blunt und Tuppence als seine Sekretärin Miss Robinson. Alfred (der Liftboy aus Ein gefährlicher Gegner) arbeitet als Bürohilfe. Nach einer Woche, in der sie nur Scheidungsfälle zu bearbeiten hatten, die Tuppence geschmacklos findet, bekommen sie in ihrem Büro Besuch von Lawrence St. Vincent. Er ist der Neffe und der Erbe des Earl of Cheriton. Er hat sich in ein junges Mädchen namens Janet verliebt, die in einem Hutladen in der Brooks Street arbeitet, aber aus dem Laden und auch aus ihrer Wohnung ist sie nun verschwunden. St. Vincent hatte Janet mehrfach über die Detektei Blunt sprechen hören und deshalb ist er nun da, damit die beiden Janet finden. Die Beresfords übernehmen den Fall und Tuppence kann ihn ganz einfach lösen, denn Janet ist eine Freundin aus Kriegstagen. Beide habe sich die Geschichte ausgedacht. Sie ist nur verschwunden, damit St. Vincent endlich um ihre Hand anhält und die Detektei eine gute Werbung erhält.

### Die rosa Perle
(Originaltitel The Affair of the Pink Pearl)
Tommy legt im Büro einige Bücher heraus, es sind berühmte Detektivgeschichten und er denkt, dass es wohl eine gute Idee wäre, sich auf ihre Techniken und die verschiedenen Stile in den Ermittlungen zu stützen. Er hat auch eine gute Kamera gekauft, mit der er die Fußabdrücke und „all die anderen Sachen“ fotografieren will.
Sie bekommen einen Klienten, eine junge Frau mit dem Namen Miss Kingston Bruce. Sie lebt in Wimbledon mit ihren Eltern, die eine Pension betreiben. Letzte Nacht hat eine ihrer Gäste eine wertvolle rosa Perle verloren. Da sie derzeit die Polizei nicht einschalten wollen, hat ihnen Lawrence St. Vincent, der auch bei ihnen wohnt, die Detektei Blunt empfohlen.
Die Beresfords fahren nach Wimbledon und treffen Colonel Kingston Bruce. Er erzählt stolz, dass Lady Laura Barton, Tochter des verstorbenen Earl of Carroway, bei ihnen wohnt, gemeinsam mit einem amerikanischen Ehepaar, Mr. und Mrs. Hamilton Betts, die eine Dame mit Titel kennenlernen wollten. Während eines Bridgespiels nach dem Abendessen brach der Verschluss an der Kette von Mrs. Betts, eine Kette mit einer rosa Perle als Anhänger. Sie legte die Kette auf einen kleinen Tisch, vergaß aber, sie mit auf ihr Zimmer nach oben zu nehmen. Am nächsten Morgen war zwar die Kette noch da, aber die Perle fehlte. Neben den Kingston Bruces, den Betts, Lady Laura und St. Vincent, war ein Mr. Rennie der einzige weitere Gast, der der Tochter des Hauses den Hof macht. Ihr Vater sieht diese Verbindung nicht so gern, weil er ein Sozialist ist. Niemandem wurde erlaubt, das Haus zu verlassen, außer der Tochter, die zu den Blunts geschickt wurde. Die Familie gibt auch die Genehmigung, im Zuge der Ermittlungen das Haus zu durchsuchen.
Tommy versucht zu beeindrucken, indem er seine neue Kamera zum Einsatz bringt. Tuppence versucht taktvoll das Personal zu befragen. Sie belauscht ein Gespräch zwischen Mutter und Tochter Kingston, dass jemand einen Teelöffel in seinem Muff nach Hause genommen hat, und wundert sich, was das zu bedeuten hat. Später erfährt Tuppence von Elise, dem französischen Mädchen von Lady Laura, dass ihre Herrin an einer Art Kleptomanie leidet; fünfmal in der Vergangenheit sind Dinge verschwunden, wenn sie bei Freunden zu Gast waren. Sie beginnen mit der Durchsuchung von Lady Lauras Schlafzimmer und Bad, werden aber aufgehalten, weil Elise die Tür nicht öffnen kann. Tommy macht mit Elises Hilfe Fotos, plötzlich sagt er leise, dass er eine Idee hat und außer Haus gehen muss. In der Zwischenzeit soll sie Lady Laura im Haus festhalten.
Einige Zeit später kehrt er mit Inspektor Marriot von Scotland Yard zurück. Sie gehen direkt ins Badezimmer und schneiden ein Stück Seife in zwei Hälften – und finden die Perle in der Seife. Der Grund, warum Elise die Tür nicht öffnen konnte, war, dass sie noch Seife an den Händen hatte, nachdem sie die Perle versteckt hatte. Als sie Tommy beim Fotografieren unterstützte, hinterließ sie ihre Fingerabdrücke auf den Platten. Im Yard identifizierte man diese als die einer geflohenen Verbrecherin und Elise wurde verhaftet. Die Anstellung bei einer Dame, die als Kleptomanin galt – Teelöffel im Muff –, war die beste Deckung, die sie haben konnte.

### Der geheimnisvolle Unbekannte
(Originaltitel: The Adventure of the Sinister Stranger)
Tuppence langweilt sich, es gibt wenig zu tun in der Agentur, als sie ein Paket erhält. Es enthält ein silbernes Zigarettenetui: Für Francis von Tuppence. Tuppence hatte es General Francis Haviland, den sie im Krieg gefahren hatte, zu seiner Hochzeit geschenkt. Tommys abfällige Bemerkungen über den General werden durch die Ankunft der Post unterbrochen: der erste russische blaue Brief. Auch jetzt werden sie wieder unterbrochen durch die Ankunft eines großen Mannes mit einem Klumpfuß, der sich als der Arzt Dr. Charles Bower aus Hampstead ausgibt. Zweimal in den letzten beiden Wochen hat man ihn zu einem Notfall gerufen und beide Male hat sich der Anruf als ein Scherz herausgestellt. Jedes Mal, wenn er heimkehrte, fand er Spuren, dass sein Arbeitszimmer sorgfältig durchsucht wurde, sicherlich auf der Suche nach seinen Forschungen über Alkaloide. Diese Papiere hat er jedoch in einem Geheimfach seines Schreibtisches versteckt. Heute hat er wieder einen Anruf bekommen, dass er zu einer Patientin nach Bournemouth kommen soll, er hat aber herausgefunden, dass dies nur wieder ein Versuch sein soll, ihn aus dem Haus zu locken. Er erwartet in der Nacht eine weitere Durchsuchung seines Arbeitszimmers und er möchte, dass die Blunts im Haus sind, wenn der dritte Versuch unternommen wird.
Bower geht und sein Klumpfuß erinnert Tuppence an die Brüder Okewood. Tommy beschließt Desmond zu sein, während Tuppence Francis ist. Ihr nächster Besucher ist Detektiv Inspektor Dymchurch von Scotland Yard, ein Kollege von Marriot, der weiß, dass es nötig ist, einen Blick auf die blauen Briefe zu werfen, und der Bower folgt. Das eigentliche Anliegen des Doktors ist aber, die Blunts aus ihrem Büro zu locken, damit es nach dem blauen Brief durchsucht werden kann. Tommy und Dymchurch machen einen neuen Plan, um in der Nacht ins Büro zurückzukehren und die Agenten zu fassen. Das tun sie auch, aber es ist eine Falle und Tommy wird gefesselt. Denn Dymchurch ist ein ausländischer Agent. Auch Bower (in Wirklichkeit Bauer) ist ein Mitglied der Bande. Durch Gewalt versuchen sie aus Tommy herauszubekommen, wo der Brief ist. Er sagt, dass Tuppence ihn hat, er schreibt ihr, dass sie ihn ins Büro bringen soll, unterschreibt aber mit Francis, so wie auf dem Zigarettenetui, das er noch bei sich hat. Er zeigt es den Agenten, um ihnen zu beweisen, dass das sein richtiger Name ist und nicht Theodore Blunt. Tuppence kommt ins Büro, hat aber, alarmiert durch den falschen Namen, Inspektor Marriot und einige bewaffnete Polizisten mitgebracht. „Dymchurch“ und seine Komplizen werden verhaftet.

### Der Herr in Zeitungspapier
(Originaltitel Finessing the King / The Gentleman Dressed in Newspaper)

Tuppence langweilt sich, und beim Lesen des Daily Leader beschließt sie, dass sie tanzen gehen will. Tommy, der dazu keine Lust hat, versucht sie abzulenken mit dem interessanten Fakt, dass man an Farbklecksen im Impressum der Zeitung erkennen kann, an welchem Tag sie gedruckt wurde. Doch seine Frau entdeckt eine Anzeige in der Rubrik Persönliches: 

„Würde drei Karten Coeur spielen. Zwölf Stiche. Pik As. Man muss den König schneiden.“

 Tuppence schließt, dass diese Anzeige mit dem morgigen Ball der drei Künste (Coeur) zu tun hat. 12 Stiche meint 12 Uhr und Pik As heißt ein dekadenter Nachtklub in Chelsea, zu dem man nach einem Ball gern geht. Weil sie mit „den König schneiden“ nichts anfangen kann, beschließen sie, zum Ball zu gehen, und zwar als die Detektive Tommy McCarty (Ex-Polizist) und Dennis Riordan (Feuerwehrmann).
Kurz vor zwölf verlassen die beiden den Ball und gehen ins „Pik As“. Sie sitzen in einer der privaten Boxen und beobachten das Kommen und Gehen der anderen kostümierten Gäste. In der Nachbarbox treffen eine Frau, die als Königin der Herzen aus Alice im Wunderland verkleidet ist, und ein Mann, der ganz in Zeitungspapier gekleidet ist, ein. Nach einer Weile hören sie einen Schrei der Frau, der Mann lacht und dann sehen sie ihn gehen. Die beiden werden misstrauisch und gehen nach ein paar Minuten in die Box – sie finden die Frau: mit einem Stich ins Herz. Bevor sie stirbt, flüstert sie: „Bingo war es ...“
Am nächsten Tag bringt Inspektor Marriot Sir Arthur Merivale, den Ehemann der toten Frau Lady Vere Merivale, zu den Beresfords. „Bingo“ stellt sich als Captain Hale heraus, den besten Freund des Paares, der sogar mit im Haus wohnt. Hale wird verhaftet. Merivale weiß nicht, was das Motiv für den Mord gewesen sein soll. Er vermutet aber, dass die beiden ein Verhältnis hatten. Vere könnte gedroht haben, davon einer reichen amerikanischen Frau zu erzählen, auf die Hale ein Auge geworfen hat. Tuppence zeigt Sir Arthur die Anzeige aus dem Daily Leader und wie die beiden miteinander kommunizierten. Eine weitere Spur ist ein Stück Zeitung, das Vere vom Kostüm abgerissen hat. Mit einem Foto dieses Stückes von der Zeitung kommt Marriot später zurück, es soll Hale endgültig überführen. Aber Tuppence spürt, dass er mit der Lösung des Falles nicht zufrieden ist.
Als er gegangen ist, schaut sich Tuppence noch einmal die Fotografie an und entdeckt die markanten Kleckse im Impressum – der Abriss stammt von einem Kostüm aus der Zeitung vom Dienstag, Hales Kostüm war aber aus der Zeitung vom Mittwoch. Sie laden Sir Arthur noch einmal ein, Marriot versteckt sich in der Wohnung. Sie konfrontieren ihn mit ihren Ergebnissen und er lacht laut auf – das Lachen, das sie auch in der Nacht gehört hatten.
Sie konfrontieren ihn mit der Wahrheit: Er hatte, nachdem er Hale geschrieben hatte, sich nicht mit seiner Frau zu treffen, sich ebenfalls ein Zeitungskostüm besorgt, ist in die Box gegangen und hat seine eigene Frau erstochen. Als Sir Arthur merkt, dass es keinen Ausweg mehr gibt, stürzt er sich aus dem Fenster. Als Motiv ermittelt Marriot, dass er große Schulden hatte, die er mit dem Vermögen seiner Frau tilgen wollte.

### Die verschwundene Dame
(Originaltitel The Case of the Missing Lady)
Die internationale Detektivagentur erhält Besuch von Gabriel Stavansson, dem berühmten Polarforscher, der gerade von einer zweijährigen Expedition vom Nordpol zurückgekehrt ist. Von den Beresfords hat er durch einen Artikel im Daily Mirror erfahren und ist von ihren Leistungen beeindruckt. Er entscheidet sich, ihnen den Fall zu übergeben.
Bevor er auf seine lange Expedition gegangen war, hatte er sich mit der ehrenhaften Mrs. Hermione Leigh Gordon, deren erster Ehemann im Ersten Weltkrieg gefallen war, verlobt. Er kehrte früher als angekündigt nach England zurück und sein erster Gedanke war, nach London zu stürmen, um seine Verlobte zu sehen, die bei ihrer Tante, Lady Susan Clonray, in der Pont Street wohnt. Lady Susan war überrascht ihn zu sehen und antwortete ausweichend auf die Frage nach dem Aufenthalt ihrer Nichte. Sie sagte etwas davon, dass sie im Norden des Landes zu Freunden unterwegs ist. Stavansson und Lady Susan hatten sich nie gut verstanden. Das lag zum einen an seiner Abneigung gegenüber fülligeren Frauen (wie Lady Susan eine war) und zum anderen daran, dass sie die Verlobung abgelehnt hatte.
Er bestand darauf, die Namen der Freunde zu erhalten, und reiste in den Norden. Aber keiner der Freunde hatte in den letzten Monaten Kontakt mit seiner Verlobten gehabt. Lady Susan schien ehrlich bestürzt, als er mit diesen Neuigkeiten wieder bei ihr vorsprach. In diesem Moment kommt ein Telegramm von Hermione, abgesendet in Maldon, in dem sie schreibt, dass sie nach Monte Carlo abgereist ist. Stavansson fährt nach Maldon, findet aber auch dort keine Spur von Hermione, so dass er sich jetzt entschieden hat, die Blunts aufzusuchen.
Tommy und Tuppence fahren selbst nach Maldon, finden jedoch ebenso nichts von der vermissten Frau. Doch dann erinnert sich Tuppence, dass es zwei Maldons gibt – eins in Surrey, wo sie ihre Untersuchungen vorgenommen hatten, und ein anderes kleines Dorf mit dem gleichen Namen in Sussex. Sie reisen dorthin und entdecken in der Nähe des Dorfes eine isoliert liegende Privatklinik. Sie vermuten Hermione dort, doch weder in der Rolle eines Freundes noch in der eines Journalisten gelingt es ihnen, sich Zutritt zu verschaffen. Der Arzt, der die Klinik betreibt, gerät unter Verdacht und sie ermitteln, dass er einen schlechten Ruf hat.
Als sie in der Nacht zurückkehren und Tommy auf einer Leiter hochklettert, um ins Haus zu schauen, sieht er eine Frau, die laut stöhnt. Tommy erkennt Hermione von einer Fotografie, die sie von Stavansson erhalten hatten. Sie ist an ein Bett gefesselt und erhält Injektionen. Später will er sie befreien, doch er kommt allein zu Tuppence zurück. Er erklärt, der Fall ist gelöst. Hermione ist freiwillig in der Klinik. In den zwei Jahren, die sie allein war, hatte sie sehr an Gewicht zugelegt, und weil sie von Stavanssons Abneigung dagegen wusste, wollte sie vor seiner Rückkehr in der Klinik mit einer Radikalkur abnehmen. Sich etwas veralbert fühlend, reisen die beiden ab und Tommy meint, dass dieser Fall keinen Platz in ihrer Sammlung einnehmen sollte, denn „es gab wirklich nichts Besonderes an ihm“.

### Blinde Kuh
(Originaltitel Blindman’s Buff)
Tommy erhält einen Anruf von Mr. Carter, der ihn und Tuppence warnt, dass bestimmte Kreise, die mit dem blauen russischen Brief zu tun haben, mitbekommen haben, dass er die Stelle von Blunt eingenommen hat und dass bestimmt bald etwas passieren wird. Tommy schlägt Tuppence vor, zu ihrer eigenen Sicherheit zu Hause zu bleiben, aber sie weigert sich.
Um die Saure-Gurken-Zeit in der Agentur zu überbrücken, wollen sie sich mit den Methoden des blinden Detektivs Thornley Colton auseinandersetzen. Tommy setzt sich ein paar schwarze Augenklappen auf und übt sich in der Erkundung seiner Umgebung mit seinen anderen Sinnen. Zum Mittagessen wollen sie ins Blitz Hotel, um auch im Restaurant weiter an der neuen Rolle zu feilen.
Im Blitz werden sie von zwei Männern angesprochen, die zuvor in der Agentur waren, dort aber erfahren hatten, dass die Blunts im Blitz sind. Ihnen waren die Blunts empfohlen worden, sie wussten aber nicht, dass Blunt blind ist. Sie stellen sich als Graf von Blairgowrie und sein Freund Captain Harker vor. Die Tochter des Grafen ist entführt worden, und zwar unter solch merkwürdigen Umständen, dass er die Polizei nicht rufen kann. Er bittet die Blunts, ihn sofort zu seinem Haus zu begleiten. Tommy stimmt zu, aber nicht bevor er eine Tasse Kaffee getrunken und Albert Instruktionen für das morgige Essen mit dem französischen Polizeipräfekten gegeben hat. Tommy und der Graf verlassen das Hotel in einem Auto und Captain Harker und Tuppence in einem anderen.
Aber auch das ist wieder eine Falle. Der „Graf“ ist in Wirklichkeit hinter dem russischen Brief her, er hält Tommy eine Pistole an den Kopf und bringt ihn in ein Versteck, wo er ihn an einen Stuhl fesselt und sich hämisch freut. Er sagt, dass der Boden des Zimmers aus Metall ist, den er jetzt unter Strom setzen wird. Er wird Tommy dazu bringen, in dem Raum umherzugehen. Trifft er einen bestimmten Punkt, wird er sterben. Er gibt ihm seinen weißen Blindenstock zurück und bindet ihn los, das Spiel wird bald beginnen. Tommy nimmt sich cool eine Zigarette und will sie anzünden, aber da er die Falle geahnt hat, nimmt er ein Feuerzeug mit einer Magnesiumflamme. Der Graf wird geblendet, lässt die Pistole fallen und wird von Tommys Stock – in Wirklichkeit ein Degen – getroffen. Der sagt ihm, dass er gar nicht blind ist. Voller Wut springt der Graf auf Tommy zu und trifft genau den Punkt im Boden, der unter Strom steht, und stirbt.
Tommy kann sich aus dem Haus befreien und ruft von einer Telefonzelle Tuppence an. Sie ist in Sicherheit, denn Tommys Anordnungen aus dem Hotel waren Codewörter aus den Geschichten von Clinton Staggs, um Albert zu Hilfe holen. Er hatte sie beschattet und von „Captain Harker“ befreit.

### Der Mann im Nebel
(Originaltitel The Man in the Mist)
Tommy und Tuppence haben einen Rückschlag erlitten, denn sie hatten ihren letzten Fall – den Diebstahl einer Perlenhalskette – nicht lösen können. Stattdessen löste der örtliche Polizeiinspektor den Fall. Um bei der Verfolgung der Verdächtigen nicht aufzufallen, hatte Tommy sich ein Priestergewand angezogen. Später zogen die beiden sich zurück, um sich in einem Hotel mit Cocktails die Wunden zu lecken. Sie treffen dort einen alten Bekannten, Mervyn Estcourt – genannt „Bulger“ –, der liiert ist mit der berühmten Schauspielerin Gilda Glen, einer Frau, die für ihre Schönheit und ihren Mangel an Intelligenz berühmt ist. Miss Glen durchschaut Tommys Spiel mit dem Kostüm von Father Brown nicht. Die Beresfords wollen zurück zum Bahnhof und fragen nach dem Weg. Er führt durch die Morgans Avenue, am Friedhof entlang. Als der Name der Straße erwähnt wird, schreit Miss Glen auf: Durch diese Straße kann man nicht gehen, dort gibt es einen spukenden Polizisten. Miss Glenn verlässt eilig die Runde und wird an der Drehtür von Lord Leconbury empfangen, von dem es heißt, dass er mit ihr verlobt ist. Auch Bulger verlässt die Hotelhalle und Tommy erhält eine Notiz von Miss Glen, in der sie ihn um Hilfe bittet: Um 18:10 Uhr im Weißen Haus in der Morgans Avenue.
Während Tommy und Tuppence noch diskutieren, was das zu bedeuten hat, stürmt ein aufgeregter junger Mann, Reilly, in die Halle, verflucht alle Frauen und insbesondere Gilda Glen, die er über alles liebt und die er, sollte sie den Lord heiraten, eigenhändig umbringen wird. Nach diesem Wutausbruch stürmt er wieder hinaus.
Tommy und Tuppence machen sich auf den Weg in die Morgans Avenue. Es ist dichter Nebel und sie hören neben ihren eigenen Schritten auch noch andere. Plötzlich taucht vor ihnen ein riesiger Polizist auf. Tuppence erschrickt fürchterlich. Als sie näher kommen, erkennen sie aber, dass der Polizist echt ist. Sie stehen am Zaun des Weißen Hauses und der Polizist erklärt ihnen, dass dort Mrs. Honeycott wohnt und dass er Miss Glen vor ein paar Minuten hineingehen sehen hat. Reilly stürmt an ihnen vorbei und hämmert an die Tür.
Nachdem man ihn eingelassen hat, stürmt er nach oben, schreit und kommt wieder hinaus, mit etwas wie roter Farbe an seiner Hand, nun am Türpfosten. Die beiden gehen ins Haus, treffen Ellen, das Hausmädchen, und werden zu Mrs. Honeycott geführt. Die hält Tommy für einen echten Priester und bittet ihn um Hilfe mit Gilda, von der sie erklärt, dass sie ihre Schwester ist. Vor mehr als zwanzig Jahren, im Alter von siebzehn, hatte sie gegen den Willen ihrer Familie geheiratet und wollte sich nun scheiden lassen, um Lord Leconbury zu heiraten. Ihr Mann weigert sich aber, dem zuzustimmen. Weil die Hochzeit so lange her ist, kann sich Mrs. Honeycott nicht einmal an den Namen des Mannes erinnern. Aber Reilly war es nicht. Tommy wird langsam nervös und will unbedingt nach oben. Dort finden sie Gildas Leiche, den Kopf eingeschlagen mit einem stumpfen Gegenstand. Tuppence holt den Polizisten von draußen und sie erfahren von Mrs. Honeycott, dass sie ihre Schwester um 18:08 Uhr nach Hause kommen hörte, als sie gerade dabei war, die große Uhr zu stellen. Das stimmt auch damit überein, was der Polizist gesagt hatte.
Am nächsten Tag wird Reilly verhaftet und Tommy und Tuppence treffen sich mit seinem Anwalt, Mr. Marvell. Reilly behauptet, dass die Frau bereits tot war, als er in ihr Zimmer kam. Es war aber niemand anderes im Haus, sodass man meinen könnte, dass entweder Ellen oder Mrs. Honeycott sie getötet haben. Plötzlich fällt Tommy auf, dass wirklich niemand Gilda ins Haus kommen sah, denn die beiden Frauen waren bis dahin in der Küche, wo sie nichts hören oder sehen konnten. Die Schritte, die Mrs. Honeycott hörte, waren die ihres Mörders – als er das Haus verließ – so wie der Polizist, den Tommy und Tuppence mit seinem Gummiknüppel vor dem Haus im Nebel trafen und der Gildas Mann war, den sie vor zwanzig Jahren geheiratet hatte.

### Der Raschler
(Originaltitel The Crackler)
Blunts Detektivagentur läuft gut. Tommy möchte ein größeres Büro, damit er mehr Regale haben kann, um die Klassiker von Edgar Wallace aufstellen zu können, deren Methode er nun studieren möchte. Inspektor Marriot bittet die beiden zu Hilfe, um nach der Quelle einer Unmenge von gefälschten Ein-Pfund-Noten zu suchen. Es scheint so zu sein, dass die meisten dieser Noten zuerst im Londoner West End auftauchen. Sie werden aber auch über den Kanal aufs Festland gebracht. Die Polizei ist vor allem an einem Major Laidlaw interessiert, der auf den Pferderennbahnen verkehrt. Er und seine französische Frau scheinen immer eine Menge Geld zu haben. Es kann, muss aber nicht, Zufall sein, dass die meisten Banknoten in einer Spielbank auftauchten, in der die beiden zu Gast waren. Das Glücksspiel und die Pferdewetten sind eine gute Möglichkeit, das Geld zu waschen. Ein Freund der Laidlaws ist Lawrence St. Vincent, und so könnte eine Chance bestehen, mit ihnen bekannt zu werden.
Marriot geht und Tommy und Tuppence machen ihre Pläne, um den Kopf der Fälscher zu fassen – den „Raschler“, wie Tommy ihn genannt hat nach dem Geräusch, das Banknoten machen.
Die beiden können sich schnell in den Freundeskreis der Laidlaws einschleichen. Und so wie das Paar selbst gerät auch Mrs. Laidlaws französischer Vater, Monsieur Heroulade, unter Verdacht. Sie beobachten, wie die Laidlaws ihre Wetten setzen, und können beweisen, dass sich wieder Fälschungen unter den Geldscheinen befinden. Marguerite Laidlaw ist eine sehr schöne Frau mit einer Reihe von Verehrern; darunter ist auch der reiche Amerikaner Hank Ryder, der Tommy erzählt, dass sie Angst vor ihrem Mann habe. Auch er ist Opfer der Fälschungen geworden, denn als er seine Spielgewinne auf der Bank einzahlen wollte, hat man sie dort abgelehnt.
In der nächsten Nacht geht Tommy in die Spielbank und Mrs. Laidlaw reicht ihm mehrere Banknoten, die er in größere eintauschen soll, darunter wieder einige falsche. Sein erster Verdacht fällt auf Monsieur Heroulade, aber er wird abgelenkt, als er beim Verlassen der Spielbank Hank Ryder betrunken auf der Straße findet. Aus seinem Gestammel kann Tommy heraushören, dass ihn Mrs. Laidlaw mit auf eine Schatzsuche genommen hat, die auch nach Whitechapel führte, wo sie fünfhundert Pfund fand. Tommy macht sich mit Ryder auf den Weg nach Whitechapel, um die Stelle wiederzufinden. Ryder führt ihn in eine Straße mit Reihenhäusern. Ryder zeigt auf eines und behauptet, dass es da gewesen wäre. Alle haben die gleiche Tür, aber Tommy macht auf die eine ein Kreidekreuz. Sie treten ein, aber Ryder denkt, er hätte etwas gehört, und geht zurück, um nachzusehen. Tommy geht weiter in das Haus und findet die ganze Fälscherbande und, als sich die Tür noch einmal öffnet, auch ihren Chef: den Raschler – Hank Ryder. Er sagte, dass er Tommy von Anfang an misstraute, und als dieser die Tür markierte, ging er nochmal in die Straße und markierte alle anderen Türen ebenfalls. Aber sein Triumph dauert nicht lange, denn die Türen fliegen auf und die Polizei stürmt herein, um die Gang zu verhaften, denn Tommy hatte nicht nur die Tür markiert, sondern auch noch eine Flasche Baldrian ausgekippt, so dass alle Katzen der Umgebung zu dieser Stelle kamen. Albert, der auf dem Motorrad den beiden gefolgt war, hatte die Polizei gerufen.

### Das Rätsel von Sunningdale
(Originaltitel The Sunningdale Mystery)
Tommy nimmt Tuppence mit zum Lunch in einen ABC Shop, wo er ihr eröffnet, dass sie nun die Rollen aus The Old Man in the Corner übernehmen wollen, und Tuppence spielt die Rolle der Journalistin Polly Burton. Ihre Fähigkeiten wollen sie an einem Fall testen, der gerade in aller Munde ist und über den Tommy einen Zeitungsausschnitt mitgebracht hat – das Sunningdale-Geheimnis.
Die Fakten sind folgende: Zwei Männer, Captain Anthony Sessle und Mr. Hollaby, Geschäftspartner und beide Mitglied im Sunningdale Golf Club, hatten am Mittwoch eine volle Runde Golf gespielt und wollten ein paar weitere Löcher spielen, bevor es dunkel wird. Auf dem Weg zum Abschlag des siebenten Loches sieht Hollaby Sessle mit einer mysteriösen Frau in einem braunen Mantel sprechen. Während sich die beiden unterhalten, gehen sie einen Seitenweg hinunter. Nach wenigen Augenblicken kehrt Sessle zurück. Irgendetwas hat ihn aber so verstört, dass sein Spiel völlig auseinanderbricht, und zwei Löcher später bricht er auf und kehrt angeblich allein zu seinem Bungalow zurück. Die Existenz der Frau in Braun, die kurzzeitige Rückkehr von Sessle und sein schlechtes Spiel werden von zwei weiteren Mitgliedern des Clubs bezeugt, die ein Loch zurücklagen und mit ihrem Abschlag warten mussten.
Am nächsten Morgen wird Sessle am siebenten Abschlag gefunden, erstochen, mit einer Hutnadel in seinem Herzen. Die Ermittlungen der Polizei führen auf die Spur eines jungen Mädchens, Doris Evans. Sie wird verhaftet und erzählt, dass sie Sessle im Kino kennengelernt hatte. Er lud sie in seinen Bungalow an einem Tag ein, an dem weder seine Frau noch die Bediensteten im Haus waren. An diesem Tag traf er sich mit ihr nach seiner Rückkehr vom Golfplatz. Er benahm sich eigenartig und dann, angeblich für einen Spaziergang, gingen sie auf den Golfplatz. Am Abschlag des siebenten Loches holte er plötzlich einen Revolver hervor, um sie und sich umzubringen. Sie konnte sich seinen Händen entwinden und fliehen. Weiter kommt heraus, dass die Firma von Sessle und Hollabys pleite ist und dass große Beträge unterschlagen worden sind.
Über den Tisch stellt Tuppence sofort fest, dass Doris den Mord nicht begangen hat, denn heutzutage tragen die Frauen keine Hutnadeln mehr, und jemand, der keine Ahnung von heutiger Mode hat, will den Mord so aussehen lassen, als wenn er von einer Frau begangen worden wäre. Tommy erinnert sich daran, dass in der Nähe des siebenten Loches eine kleine Hütte steht, und die beiden besprechen, dass die Frau im braunen Mantel vielleicht ein verkleideter Mann war. Die weitere Diskussion führt zu Tuppences Theorie, dass der Verbrecher in der Firma nicht Sessle war, sondern Hollaby und sein Sohn, sie spekulieren, dass die Frau Hollaby Junior war. Das Verbrechen rekonstruieren sie wie folgt: Hollabys Sohn lockt Sessle weg, so dass die anderen Spieler es sehen konnten. Er ersticht ihn, legt ihn in die Hütte und übernimmt dann seine Rolle im Golfspiel, deshalb spielt „Sessle“ so schlecht. Dann geht er in den Bungalow, wo das Treffen mit Doris Evans arrangiert wurde, was dann zu den Aktionen führte, die zur Verhaftung von Doris Evans führte.
Die Beresfords fragen sich, wie sie der Polizei ihre Geschichte plausibel machen können, haben aber übersehen, dass Inspektor Marriot am Nachbartisch sitzt und alles mitgehört hat. Er kann nun alle nötigen Maßnahmen ergreifen.

### Das Haus des Todes
(Originaltitel The House of Lurking Death)
In der Detektei erhalten die Beresfords Besuch von einer gutgekleideten jungen Frau, die sich selbst vorstellt als Lois Hargreaves aus Thurnly Grange, einem Haus auf dem Land. Vor einer Woche erhielt ihr Haushalt per Post anonym eine Schachtel Pralinen. Da sie keine Schokolade mag, war sie die Einzige, die von dem unerwarteten Geschenk nichts gegessen hat. Alle anderen wurden krank und es kam heraus, dass die Mitglieder des Haushaltes an einer Arsenvergiftung leiden. Es ist der dritte Vorfall dieser Art in dieser Gegend. Am meisten ist Miss Hargreaves darüber verstört, dass das Papier, in das die Pralinenschachtel gewickelt war, Papier war, das aus ihrem Haushalt stammte. Der Täter muss also jemand aus dem eigenen Haus sein.
Miss Hargreaves ist eine reiche Erbin. Sie erbte ihr Vermögen von ihrer Tante, einer Lady Radclyffe, die wiederum von ihrem verstorbenen Ehemann geerbt hatte, der sein Vermögen selbst gemacht hatte. Lois lebte mit ihrer verwitweten Tante und diese machte ihr stets klar, dass sie den Großteil ihres Vermögens ihrem Neffen, Dennis Radclyffe, vermachen wird. Nach einem heftigen Streit mit dem jungen Mann änderte sie jedoch ihr Testament zugunsten von Lois, die wiederum in ihrem Testament Dennis das Geld vermacht hat. Auch er lebt auch auf Grange zusammen mit Miss Logan, einer älteren Dame und entfernten Cousine von Dennis und ehemaligen Gesellschafterin von Lady Radclyffe. Weiterhin lebt da, neben den Angestellten, noch Mary Chilcott, eine alte Schulfreundin von Lois. Die Bediensteten sind eine Köchin und ein Küchenmädchen, ein Hausmädchen namens Esther und ein älteres Mädchen, Hannah.
Es wird vereinbart, dass Tommy und Tuppence am nächsten Tag nach Grange reisen. Doch kurz vor der Abreise erhalten sie die Nachricht, dass Lois tot ist, getötet von einem unbekannten Gift, und dass auch Dennis und Miss Logan ernsthaft erkrankt sind. Als Ursache wird eine Feigenpaste auf einigen Sandwiches ausgemacht, die die drei gegessen haben. Nur Mary Chilcott ist unbeschadet. Sie treffen sich mit Dr. Burton, der die Patienten betreut und der ihnen mitteilt, dass auch Dennis verstorben ist. Das Gift ist noch nicht identifiziert, aber es steht fest, dass es kein Arsen ist. Bei der Untersuchung der Angelegenheit stellen sie fest, dass Dennis, als die Sandwiches serviert wurden, nicht im Haus war. Man vermutet, dass er eines gegessen hat, als er nach Hause kam. Tommy findet jedoch heraus, dass er einen Cocktail getrunken hat, den eines der Mädchen ihm reichte. Er verhindert, dass das Glas abgewaschen wird.
Da sie mit jedem im Haus sprechen wollen, treffen sie auch auf Hannah, die einem religiösen Wahn erlegen zu sein scheint, in dem sie Zaubersprüche und Feuer und Schwefel zu allen bringt. In ihrem Besitz befindet sich ein altes Buch von Edward Logan, dem Vater von Miss Logan, über Medizin und Gifte. Edward Logan war ein Pionier der Serumtherapie. Von Hannah erfahren sie auch, dass die alte Dame viele Einstiche an ihren Armen hatte.
Sie telefonieren mit Dr. Burton und erfahren, dass das Gift als Ricin identifiziert worden ist, und aus dem Vorwort von Edward Logans altem Buch schließen sie, dass Miss Logan die Mörderin ist. Die Einstiche an ihren Armen stammen von Injektionen kleiner Dosen des Giftes, die sie sich selbst gegeben hat, um eine Immunität gegen das Gift aufzubauen. Als Dennis’ nächste Verwandte erbt sie dessen Vermögen, das er nach Lois Tod erhalten hatte. Hannah hatte Miss Logan schon vorher verdächtigt, als sie sah, wie sie in dem Buch gelesen hatte und in sich hineingelacht hat. Als sie hört, wie Tommy Miss Logan mit den Vorwürfen konfrontiert, stürzt sie ins Zimmer und attackiert Miss Logan, wodurch ein Feuer ausbricht. Infolge dieses Angriffs erleidet diese einen Herzinfarkt und stirbt. Dr. Burton entdeckt Ricin in dem Cocktailglas.

### Ein unerschütterliches Alibi
(Originaltitel The Unbreakable Alibi)
Tommys und Tuppences neuester Klient ist ein sympathischer, reicher, aber ein wenig einfältiger junger Mann mit Namen Mr. Montgomery Jones. Er hat ein australisches Mädchen, Una Drake, getroffen und sich sofort unsterblich in sie verliebt. In ihrer Vorliebe für Detektivgeschichten hat sie mit ihm eine Wette abgeschlossen, dass er ihr die Fälschung ihres eigenen Alibis nicht beweisen kann. Als Wetteinsatz will er ihr alles geben, was sie wolle, und falls sie verliert, darf er sich etwas von ihr wünschen. In diesem Fall will er um ihre Hand anhalten. Weil er wohl weiß, wie es um seine Intelligenz steht, bittet er nun die Beresfords um Hilfe.
Das Alibi ist so, dass am vorigen Dienstag Miss Drake zum Dinner in einem Restaurant in Soho war, anschließend im West End sich eine Show ansah, dann zum Souper mit Mr. le Marchant im Savoy Hotel war. Zur selben Zeit verbrachte sie eine Nacht im Castle Hotel in Torquay und kehrte am nächsten Morgen nach London zurück. Ausgestattet mit einer Fotografie von Miss Drake und dem Wissen der Methoden von Inspektor French, machen sich Tommy und Tuppence zu einem Interview mit Mr. le Marchant auf, der bestätigt, dass er mit der jungen Dame einen Teil des Abends verbracht hat. Er hat aber auch von einem Freund gehört, dass er die Dame am selben Abend im Castle Hotel in Devonshire gesehen hat. Tommy und Tuppence gehen dann in das Restaurant in Soho, wo Miss Drake erkannt wird, und reisen dann nach Torquay, wo sie viele Beweise dafür finden, dass Miss Drake die ganze Nacht im Hotel war und zur passenden Zeit nach London abreiste. Zurück in London finden sie auch noch einige Leute, die sie im Savoy gesehen haben, und auch ihre Vermieterin und ihre Mitbewohnerin bestätigen, dass sie die Nacht in ihrem eigenen Bett verbracht hat.
Sie versuchen den ganzen Abend das Problem zu lösen und müssen einsehen, dass sie ratlos sind. Sie gehen zu Bett, am nächsten Morgen erwacht Tuppence mit einer Inspiration. Sie sendet ein Telegramm, um ihre Idee zu untermauern. Später am Tag geht sie mit der Lösung ins Büro zurück: Una hat eine Zwillingsschwester, wie das Telegramm aus Australien bestätigt, die am Abend vor den Ereignissen in England eintraf. Die fröhlichen Schwestern wollten Montgomery Jones nur einen Streich spielen.

### Die Pfarrerstochter
(Originaltitel The Clergyman’s Daughter / The Red House)
Es ist kurz vor Weihnachten, als eine junge Frau, Monica Deane, in der Detektei Blunt anruft. Sie und ihre verarmte, invalide und verwitwete Mutter erbten vor einiger Zeit ein Haus von einer wohlhabenden Schwester ihres Vaters. Sie erwarteten auch etwas Geld zu erben, zu ihrer Überraschung blieb das aber aus. Sie wollten das Haus aber nicht verkaufen, denn es war so viel schöner als ihre kleine Wohnung und so planten sie, das Haus für zahlende Gäste zu öffnen, um ein kleines Einkommen zu erzielen. Für eine gewisse Zeit ging alles gut, bis sich seltsame Vorkommnisse begannen zu ereignen – Bilder fielen von den Wänden – Geschirr ging kaputt, wenn niemand im Raum war – ein Poltergeist, der ihre Gäste ängstigte und ihr Einkommen ruinierte. Ein Dr. O’Neill von einer Gesellschaft für physikalische Forschungen besuchte sie und bot ihnen an, das Haus zu kaufen, um seine Untersuchungen fortzusetzen. Monica meint aber, in ihm einen jungen Mann wiederzuerkennen, der ihnen schon einmal ein Angebot für das Haus gemacht hat. Die einzige Bewohnerin des Hauses ist derzeit Crockett, ein ehemaliges Hausmädchen von Monicas Tante, die einen jungen Neffen hat, auf den sie sehr stolz ist.
Tommy und Tuppence reisen zu dem Haus und beginnen ihre Untersuchungen. Dabei haben sie den Verdacht, dass die alte Dame ihr Geld im Haus versteckt hat. Tommy besucht nämlich die örtliche Bank und erfährt, dass sie einige Zeit vor ihrem Tod ihr gesamtes Geld abgehoben hat. Unter dem Deckmantel, sie seien potentielle Käufer, gibt ihnen Monica eine Reihe von Papieren ihrer Tante. Bevor sie diese weiter untersuchen können, hören sie ein lautes Geräusch und entdecken in dem Zimmer über ihnen ein abgefallenes Waschbecken. Als sie Crockett befragen wollen, ist sie außer Atem. Es scheint sich herumzusprechen, dass die beiden das Haus kaufen wollen, denn Monica erhält ein Angebot von „Dr. O’Neill“, der sein Angebot erhöht. Somit wird schnell klar, dass Crockett hinter der außergewöhnlichen Ereignissen steckt und ihr Neffe der Doktor ist, der versucht in den Besitz des Hauses zu kommen, um selbst nach dem Schatz suchen zu können.
Bei der Durchsicht der Papiere entdecken Tommy und Tuppence eines, das ein Anagramm enthält. Sie brüten über der Lösung, finden sie dann aber – Kartoffeln. Ein anderes Papier enthält ein Rezept, wie man Kartoffeln frisch für den Winter halten kann. Man soll sie in Büchsen tun und vergraben. Sie fragen den ehemaligen Gärtner, ob die alte Dame ihre Kartoffeln so konserviert hat. Der sagt ja, und sie graben an der Stelle und finden einige Büchsen mit Kartoffeln, aber auch eine mit zweihundert Pfund in Gold, zwanzigtausend Pfund in Banknoten und eine teure Perlenkette. Monica Deane und ihre Mutter haben ihr Glück gefunden, und sie und die Beresfords genießen ein fröhliches Weihnachtsfest.

### Die Stiefel des Botschafters
(Originaltitel The Ambassador’s Boots)
Die Detektei Blunt wird vom Botschafter der Vereinigten Staaten von Amerika, Randolph Wilmott, besucht, der vor einer Woche von einem Besuch in seiner Heimat zurückgekehrt ist. Schon bald nach seiner Ankunft wird er von seinem Kammerdiener informiert, dass sein Seesack, obwohl mit seinen Initialen versehen, an Bord des Schiffes vertauscht worden ist mit dem eines anderen Passagiers mit den gleichen Initialen, dem des Senators Ralph Westerham. Dessen Diener brachte ihn schnell zurück und die Verwechslung konnte rückgängig gemacht werden. Das Rätselhafte ist aber nun, dass Mr. Wilmott gestern Mr. Westerham traf. Der Senator wusste jedoch nicht von einem solchen Fehler der Reederei, insbesondere hatte er keinen Seesack unter seinem Gepäck auf der Reise über den Atlantik. Mr. Wilmott weiß, dass die Sache trivial ist, aber seine Neugier wurde geweckt und er bittet die Agentur, die Sache zu untersuchen.
Auf Einladung von Mr. Wilmott besuchen die Beresfords die Botschaft der USA und sprechen mit Richards, dem Diener des Botschafters, der die Geschichte bestätigt. Kurz bevor der Diener des Senators erschien, hatte er begonnen den Seesack auszupacken und konnte so den Inhalt sehen. Der Seesack enthielt ein Paar Stiefel und Toilettenartikel, darunter eine Dose mit Badesalz. Während sich Tommy noch wundert, wie die Manipulationen am Gepäck auf der Reise durchgeführt wurden, erinnert sich Richards an einen Vorfall auf der Reise. Einer jungen Dame, Eileen O’Hara, wurde direkt vor der Kabine des Botschafters schlecht und Richards brachte sie in die Kabine. Während er den Arzt holte, war sie dort allein. Als er mit dem Arzt zurückkam, ging es ihr schon besser.
Tommy entscheidet sich, über eine Anzeige Kontakt mit Miss O’Hara aufzunehmen, selbst auf die Gefahr hin, dass sie, falls sie in den Fall verwickelt ist, gewarnt wird. Zwei Tage später erscheint in Tommys Büro Miss Cicely March, die die Anzeige gelesen hat. Doch bevor sie ihre Geschichte erzählen kann, stürmt ein dunkelhaariger, spanisch aussehender Mann mit vorgehaltener Pistole herein. Er war Miss March gefolgt, in der er eine Mitreisende vom Schiff erkannte und von der er vermutete, dass sie seine Pläne durchkreuzen könnte. Doch bevor er die Waffe einsetzen kann, wird er von Albert überwältigt und entwaffnet. Tommy begleitet ihn hinaus, ohne die Polizei einzuschalten.
Allein mit Tommy erzählt Miss March nun ihre Geschichte. Sie hatte den Vorfall mit Miss O’Hara beobachtet, sie wurde aber auch Zeugin, wie die in der Kabine alleingelassene und sich unbeobachtet fühlende, etwas in das Futter des Stiefels des Botschafters tat, durch einen Schlitz, den sie vorher hineingeschnitten hatte. Erbost über das, was sie gesehen hatte, ging Miss March später noch einmal in die leere Kabine und nahm das Objekt an sich. Es handelt sich um ein Blatt Papier mit Bibelversen. Gestern ist dieses Blatt aus Versehen nass geworden und plötzlich erschien darauf etwas, das wie der Plan eines Hafens aussieht. Das Papier befindet sich an ihrem Arbeitsplatz, einem Schönheitssalon in der Bond Street, wo sie es an einen US-Agenten verkaufen will. Tommy hinterlässt Tuppence eine Nachricht und macht sich mit Miss March auf den Weg in die Bond Street. Sie winken gerade ein Taxi heran, als Tommy auffällt, dass dieser Taxifahrer ein Stück voraus einen Fahrgast abgelehnt hat. Er meint, dass sie beobachtet werden und schlägt vor, zu Fuß zu gehen. Dort angekommen, betreten sie den Salon durch den Vordereingang. Tommy sieht eine Kundin und zwei wartende Männer. Sie gehen ins Hinterzimmer und Tommy wird sofort überwältigt. Aber Rettung kommt sofort, denn die Kundin war Tuppence und die beiden Männer sind von der Polizei, alarmiert von Tommys Nachricht. Der hatte nämlich auf dem Gesicht von Miss March einen kleinen Ausdruck der Enttäuschung gesehen, als Albert und er den Angreifer im Büro überwunden hatten. Sie war also aus dem Lager der Gegner. Ihm war auch klar geworden, dass es nicht um den Stiefel des Botschafters ging, sondern nur um einen kurzen Austausch der Gepäckstücke um den Zoll zu umgehen. Die Ankunft im Salon verzögerte er so lange, bis Tuppence Hilfe organisieren konnte. Als sie den Salon durchsuchen, finden sie noch mehr Dosen mit Badesalz und alle enthalten – Kokain.

### Der Mann der Nummer 16 war
(Originaltitel The Man Who Was No. 16)
Mr. Carter gratuliert den Beresfords zu ihren Erfolgen in der Agentur. Er warnt sie aber gleichzeitig, dass Moskau das Fehlen seines Agenten Mr. Blunt bemerkt haben könnte und einen Agenten schicken wird, der das untersuchen soll. Dieser Agent ist Mr. Carter schon aus der Vergangenheit bekannt, er spricht mehrere Sprachen und ist ein Meister der Verkleidung. Er hat auch den Kode „Nummer 16“ erfunden, aber er hat Blunt nie persönlich kennen gelernt. Tommy erfährt noch mehr über die verwendeten Kodes und soll die Rolle von Blunt so lange wie möglich spielen, um Carter zu ermöglichen den Agenten zu fassen.
Die beiden gehen in die Agentur zurück und entdecken, dass jemand die Blätter vom Kalender abgerissen hat, der nun den sechzehnten zeigt, sechs Tage weiter. Albert sagt, dass das nur eine Klientin gewesen sein könnte, die einige Zeit gewartet hatte – eine Krankenschwester.
Nach einer kurzen Zeit erscheint ein weiterer Klient – ein ordentlicher, bärtiger Mann der sich als Prinz Vladiroffsky vorstellte. Er beginnt eine Unterhaltung in der die Kodes verwendet werden. Alles klappt so gut, dass er auch Tuppence als Agentin „Marise“ erkennt und sie zum Lunch ins Blitz-Hotel einlädt. Mit Tommy will er sich später im Hauptquartier treffen. Tommy und Mr. Carten folgen den beiden ins Blitz, die dort zu Mittag essen, bedient von als Kellnern verkleideten Polizisten. Nach dem Essen wollen sie nach oben in die Suite des Prinzen, dort kommen sie aber nicht an. Der Liftboy sagt, dass er die beiden in eine andere Etage gefahren hat. Da auch auf dieser Etage ein Polizist steht, erfahren sie, dass sie im Zimmer von Mrs. Van Snyder aus Detroit sind. Als sie die Tür öffnen, finden sie dessen Bewohnerin gefesselt und geknebelt. Der Prinz und Tuppence haben das Zimmer durch eine Verbindungstür verlassen, die in das Zimmer eines behinderten Franzosen und dessen Krankenschwester (Agenten von Nr. 16) führt. Und in dieser Verkleidung sind sie auch an dem Polizisten auf dem Flur vorbeigegangen.
Tommy ist verstört über das, was mit Tuppence passiert sein könnte. Albert versucht ihn aufzuheitern, indem er ihn an den Einfallsreichtum von Tuppence erinnert und ihn im Sinne von Hercule Poirot endlich seine grauen Zellen anzustrengen. Plötzlich springt er auf und rast zurück zum Blitz, wo er mit einem von Carters Männern noch einmal in das Zimmer von Mrs. Van Snyder geht. Sie treffen die Dame noch in ihrem Schlafzimmer an, inzwischen erholt. Unter der Tagesdecke finden sie Tuppence. Denn Tommy war inzwischen aufgefallen, dass die Zeit zwischen dem Verlassen des Restaurants und seinem Eintreffen in Mrs. Van Snyders Zimmer viel zu kurz war, um Mrs. Snyder zu fesseln, Tuppence zu betäuben und die betäubte Tuppence als den Franzosen zu verkleiden. Folglich musste sie noch im Zimmer sein. Und als er sich an die Tagesdecke als ein Versteck aus Kindertagen erinnerte, war klar, dass es nur einen Platz für Tuppence geben konnte. Tommy demaskiert auch Nummer 16, der sich als Mrs. Van Snyder verkleidet hat.
Tuppence erholt sich schnell und die beiden entscheiden sich die Agentur aufzugeben, denn Tuppence erwartet ein Kind.

## Kritiken
Die Besprechung des Buches im The Times Literary Supplement vom 17. Oktober 1929 erinnert an die ironische Seite des Werkes, in dem sie feststellt: „Mrs. Christie gibt den einzelnen Episoden amüsante Wendungen, indem sie die beiden Partner von „Blunts brillanten Detektiven“ die Methode, die Art zu Sprechen und das Aussehen von bekannten Detektiven annehmen lässt. Holmes, Thorndyke, Father Brown und auch Poirot werden liebevoll parodiert und ein- oder zweimal sind sowohl die Dialoge, als auch die Lösung absichtlich witzig.“ Die Kritik endet mit der Feststellung, dass die „Autorin falsch liegt bei der Erklärung der Druckmarken auf der Zeitung, nur durch das Datum lassen sich einzelne Ausgaben unterscheiden.“
Die Kritik in der The New York Times Book Review vom 22. September 1929 begann wie folgt: „Ein solches Buch adäquat zu beschreiben, ist keine leichte Sache. Eine Gruppe von Kurzgeschichten in einem Detektivroman, die Rahmenhandlung ist eher skizzenhaft hält die Kurzgeschichten aber zusammen. Das ganze Buch und die einzelnen Geschichten sind Parodien auf aktuelle, fiktive Detektive und es muss die Kunst der Autorin gewürdigt werden, die Art des einzelnen Meister so perfekt zu imitieren.“ Die Kritik schließt: „Das Ergebnis ist eine der lustigsten Sammlungen von Kriminalgeschichten, der wir zum Glück begegnet sind.“

## Beziehungen zu anderen Werken und der Realität

### Die Geschichten und die Detektive, die parodiert werden
- A Fairy in the Flat / A Pot of Tea (dt.: Der Besuch der Fee / Eine Tasse Tee) – führt Tommy & Tuppence in der The International Detective Agency ein. Eine Reminiszenz an Malcolm Sage, detective (1921) von Herbert George Jenkins.
- The Affair of the Pink Pearl (dt.: Die rosa Perle) – Dieser erste Fall ist im Stil des Detektivs Dr. Thorndyke von R. Austin Freeman.
- The Adventure of the Sinister Stranger (dt.: zuerst nicht übersetzt) – Eine Spionagegeschichte, die den Fußspuren von Valentine Williams und seinen Detektivbrüdern Francis und Desmond Okewood folgt. Es wird ganz speziell eines von Williams’ Büchern von Tuppence erwähnt – The Man with the Clubfoot (1918).
- Finessing the King / The Gentleman Dressed in Newspaper (dt.: zusammengefasst zu Der Herr in Zeitungspapier) – Dieser zweite Fall ist eine Parodie auf die heute fast vergessene Isabel Ostrander, mit Parallelen zu deren Story The Clue in the Air (Die Spur in der Luft) (1917) und den Detektiven Tommy McCarty (ein Ex-Polizist) und Dennis Riordan (ein Feuerwehrmann).
- The Case of the Missing Lady (dt. Die verschwundene Dame) – Die Geschichte bezieht sich auf Arthur Conan Doyles Sherlock-Holmes-Geschichte Das Verschwinden von Lady Frances Carfax (1911).
- Blindman’s Buff (dt.: zuerst nicht übersetzt) – Passt zu Clinton H. Staggs Geschichten um den blinden Detektiv Thornley Colton.
- The Man in the Mist (dt.: Der Mann im Nebel) – Im Stil von G. K. Chestertons Pater-Brown-Geschichten.
- The Crackler (dt.: Der Raschler) – Eine Parodie im Stil von Edgar Wallace.
- The Sunningdale Mystery (dt.: zuerst nicht übersetzt) – Die Handlung ist im Stil von Baroness Orczys The Old Man in the Corner (1909), in dem Tuppence die Rolle der Journalistin Polly Burton spielt.
- The House of Lurking Death (dt.: zuerst nicht übersetzt) – Geschaffen im Stil von A. E. W. Mason und seinem französischen Detektiv M. Hanaud.
- The Unbreakable Alibi (dt. Ein unerschütterliches Alibi) – Modelliert nach Freeman Wills Crofts, bekannt für seine Geschichten, die sich immer um Alibis drehten, und für seinen Detektiv Inspektor Joseph French.
- The Clergyman’s Daughter / The Red House (dt.: zusammengefasst zu: Die Pfarrerstochter) – Eine zweiteilige Geschichte und Parodie auf Detektiv Roger Sherringham by Anthony Berkeley.
- The Ambassador's Boots (dt.: Die Schuhe des Botschafters) – Folgt dem Stereotyp von H. C. Bailey mit Dr. Reginald Fortune und Superintendent Bell als den parodierten Detektiven.
- The Man Who Was No. 16 (dt.: Der Mann der Nummer 16 war) – Diese Geschichte parodiert Christies eigenen Roman Die großen Vier, mit Hercule Poirot.

### Beziehungen zu anderen Werken
- Häufig meint man, dass Der Mann in Zeitungspapier in Beziehung steht zu einer Figur von Lewis Carroll aus Alice im Wunderland. Aber das ist nicht so, denn der Mann, der dort in Kapitel drei durch das Fenster schaut, ist nicht in Zeitungspapier, sondern nur in weißes Papier gekleidet.[7]

- In Schleichendes Gift zitiert Hannah eine Reihe von Versen aus der Bibel.

- In Die Stiefel des Botschafters erinnert Tommy an einen Fall, den Watson nicht aufgezeichnet hat und den Sherlock Holmes dadurch löste, dass er das Versinken der Petersilie in der Butter im Laufe des Tages analysierte. Das bezieht sich auf die Geschichte Die sechs Napoleons von Arthur Conan Doyle, 1904 zum ersten Mal veröffentlicht. Zu dem Zeitpunkt als Die Stiefel des Botschafters geschrieben und veröffentlicht wurde, schrieb Doyle immer noch und Tommys Wunsch: „Watson möge ihn aus seinem Notizbuch ausgraben“, war in dieser Zeit eine reale Möglichkeit.

- Die Verweise auf Bienen- und Kürbiszucht sind humorvolle Anspielungen auf die Pensionspläne von Sherlock Holmes und Hercule Poirot.

### Beziehungen zu realen Orten
- In Der Besuch der Fee schauen Tommy und Tuppence auf einen Fehler auf einer Fotografie, der die Umrisse einer Fee hat, und Tuppence will an Arthur Conan Doyle schreiben. Dies bezieht sich auf die Cottingley Fairies. Das sind Fotos zweier Cousinen, Elsie Wright und Frances Griffiths, aus Cottingley die Feen in ihrem Garten zeigen sollten. Conan Doyle glaubte, dass die Fotografien echt sind, und schrieb einen berühmten Artikel in der Novemberausgabe 1920 des Strand Magazine. Erst sehr viel später stellte sich heraus, dass es sich um Fälschungen handelt.

- In Die verschwundene Dame spricht Tommy von einem Konzert in der Queen’s Hall, das er und Tuppence besuchen sollten. Diese Halle, 1893 erbaut, wurde bei einem Luftangriff im Zweiten Weltkrieg zerstört. Sie ist berühmt dafür, dass in ihr die ersten Henry Wood Promenade Concerts stattfanden.

- In Blindman’s Buff (Blinde Kuh) und Der Mann der Nummer 16 war (The Man Who Was No. 16), das Blitz Hotel ist ein Wortspiel auf das Londoner Ritz Hotel. Christie verwendete denselben Ort (und denselben Namen dafür) in ihrem Roman aus dem Jahr 1925 Die Memoiren des Grafen.

## Verfilmungen

### The Case of the Missing Lady (1950)
Diese einzelne Geschichte wurde als zwölfte Episode in der sechsundzwanzig Teile umfassenden Anthologie Nash Airflyte Theatre am Donnerstag, den 7. Dezember 1950 und dem Titel The Disappearance Of Mrs. Gordan ausgestrahlt. Die dreißigminütige Liveübertragung auf CBS wurde um 22 Uhr 30 aus New York City gesendet. Über die Besetzung gibt es verschiedene Quellen: Peter Haining nennt Barbara Bel Geddes als Tuppence und Lee Bowman als Tommy. Andere Quellen nennen Cloris Leachman und Ronald Reagan. Die Adaption stammt von Marc Daniels.

### Fernsehserie Detektei Blunt (1983)
Detektei Blunt (Originaltitel Agatha Christie’s Partners in Crime) ist eine auf den Kurzgeschichten dieser Sammlung beruhende Fernsehserie von London Weekend Television.

## Wichtige Ausgaben
- 1929, Erstausgabe USA Dodd Mead and Company (New York), 1929
- 1929, Erstausgabe UK William Collins and Sons (London), 16. September 1929
- 1965, Deutsche Erstausgabe: Die Büchse der Pandora. Übersetzung von Lotte Schwarz. Scherz Verlag, Bern/München/Wien.[11]

### Erste Veröffentlichung der Geschichten
Alle Geschichten aus Partners in Crime sind zuerst in Zeitschriften zwischen 1923 und 1928, vor allem im The Sketch Magazine erschienen. Für die Veröffentlichung in Buchform veränderte Christie die Reihenfolge der Geschichten und gestaltete auch eine Rahmenhandlung um die einzelnen Kapitel, um das Lesen des Buches zu erleichtern. Die ursprüngliche Reihenfolge und die Details der Veröffentlichung sind wie folgt:
- The First Wish: The Grand Magazine Ausgabe 226, Dezember 1923. Die Geschichte bildet die Grundlage Die Pfarrerstochter.
- Publicity: Zuerst veröffentlicht in der Ausgabe 1652 des The Sketch vom 24. September 1924. Grundlage von Der Besuch der Fee/Eine Tasse Tee. Dies war die erste einer Folge von zwölf aufeinanderfolgenden Geschichten, die Christie für den Sketch schrieb und die unter dem Untertitel Tommy and Tuppence veröffentlicht wurden.
- The Affair of the Pink Pearl: Zuerst veröffentlicht in der Ausgabe 1653 des The Sketch vom 1. Oktober 1924. Grundlage von Die rosa Perle.
- Finessing the King: Zuerst veröffentlicht in der Ausgabe 1654 des The Sketch vom 8. Oktober 1924. Grundlage von Der Herr in Zeitungspapier.
- The Case of the Missing Lady: Zuerst veröffentlicht in der Ausgabe 1655 des The Sketch vom 15. Oktober 1924. Grundlage von Die verschwundene Dame.
- The Case of the Sinister Stranger: Zuerst veröffentlicht in der Ausgabe 1656 des The Sketch vom 22. Oktober 1924.
- The Sunninghall Mystery: Zuerst veröffentlicht in der Ausgabe 1657 des The Sketch vom 29. Oktober 1924. Grundlage von The Sunningdale Mystery.
- The House of Lurking Death: Zuerst veröffentlicht in der Ausgabe 1658 des The Sketch vom 5. November 1924.
- The Matter of the Ambassador’s Boots: Zuerst veröffentlicht in der Ausgabe 1659 des The Sketch vom 12. November 1924. Grundlage von Die Stiefel des Botschafters.
- The Affair of the Forged Notes: Zuerst veröffentlicht in der Ausgabe 1660 des The Sketch vom 19. November 1924. Grundlage von Der Raschler.
- Blindman’s Buff: Zuerst veröffentlicht in der Ausgabe 1661 des The Sketch vom 26. November 1924.
- The Man in the Mist: Zuerst veröffentlicht in der Ausgabe 1662 des The Sketch vom 3. Dezember 1924. Grundlage von Der Mann im Nebel.
- The Man who was Number Sixteen: Zuerst veröffentlicht in der Ausgabe 1663 des The Sketch vom 10. Dezember 1924. Grundlage von Der Mann der Nummer 16 war. Dies war die letzte Geschichte, die Christie jemals für den Sketch schrieb.

Nach einer Pause von vier Jahren wurde Ein unerschütterliches Alibi in der Weihnachtsausgabe 1928 von Holly Leaves veröffentlicht.

### Widmung
So wie die meisten Sammlungen von Kurzgeschichten hat auch dieses Buch keine Widmung.